# Туамасіна (провінція)
Туамасіна (малаг. Toamasina) — колишня провінція Мадагаскару площею 71 911 км² і населенням 2,855,600 осіб (2004 рік). Адміністративний центр — місто Туамасіна, найважливіший морський порт країни.
За винятком провінції Туліара, провінція Туамасіна межує з усіма іншими провінціями країни:
- Анціранана — на півночі
- Махадзанга — на північному заході
- Антананаріву — на південному заході
- Фіанаранцуа — на півдні.

## Адміністративний поділ

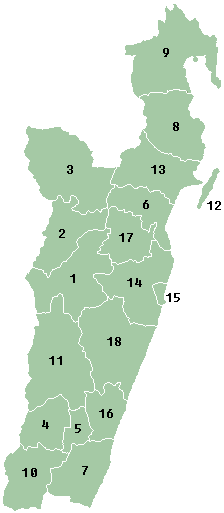
Регіони та департаменти провінції Туамасіна.

| - Регіон Алаотра-Мангоро: - 1. Амбатундразака - 2. Ампарафаравуля - 3. Анділамена - 4. Анушібе-Ан'аля - 11. Мураманга - Регіон Аналанджірофу: - 6. Фенуаріву-Атсінанана (Fenerive Est) - 8. Мананара-Аваратра (Mananara Nord) - 9. Мароанцетра - 12. Нузі-Бураа (Île Sainte-Marie) - 13. Соаніерана-Івунґу - 17. Ваватеніна - Регіон Атсінанана: - 5. Антанамбау-Манампоці - 7. Маануру - 10. Маруламбу - 14. Туамасіна (сільський) (Туамасіна II) - 15. Туамасіна (міський) (Туамасіна) - 16. Ватумандрі - 18. Воїбайнані (Ampasimanolotra, Brickaville) |